# Венгард SLV-5
«Венгард Ес-Ел-Ві-5» (англ. Vanguard SLV-5 — Satellite Launch Vehicle 5, Ракета-носій для запуску супутника), інша назва 13in Magnetometer #1 (13-дюймовий магнітометр № 1) — супутник для дослідження магнітного поля Землі, невдало запущений за програмою «Венгард». Одночасно було запущено надувну кулю.
Супутник був магнієвою сферою діаметром 33 см масою 10,3 кг і мав досліджувати магнітне поле Землі. Він мав магнітометр, іонізаційну камеру, датчики мікрометеоритів. Куля всередині була позолоченою, а ззовні вкрита захисним шаром алюмінію з діоксидом кремнію для теплового захисту приладів.
14 квітня 1959 року о 02:49:46 UTC при розділенні ступенів другий ступінь зіштовхнувся з першим, що змінило напрям руху і ступінь з апаратами впав в Атлантичний океан.